# دافي كارتون
دافي كارتون (بالإنجليزية: Davy Carton)‏ هو مغن مؤلف أيرلندي، ولد في 10 أبريل 1959 في إيزلينغتون ‏ في المملكة المتحدة.

## روابط خارجية
- دافي كارتون على موقع IMDb (الإنجليزية)
- دافي كارتون على موقع ديسكوغز (الإنجليزية)